# Calle Licenciado Poza
La calle Licenciado Poza, popularmente llamada Pozas, es una calle ubicada en el centro de la villa de Bilbao (España). Se inicia en la confluencia de las calles Astarloa, Cardenal Gardoqui y Rodríguez Arias, y finaliza en el estadio de San Mamés. Recibe su nombre en honor al jurista del siglo XVI Andrés de Poza.
Es una de las principales zonas de ambiente de la ciudad.

## Edificios de interés
Diversos edificios reseñables rodean la Calle Licenciado Poza:
- Edificio Mutua Universal.
- Edificio del Instituto Miguel de Unamuno.
- Edificio Guridi.

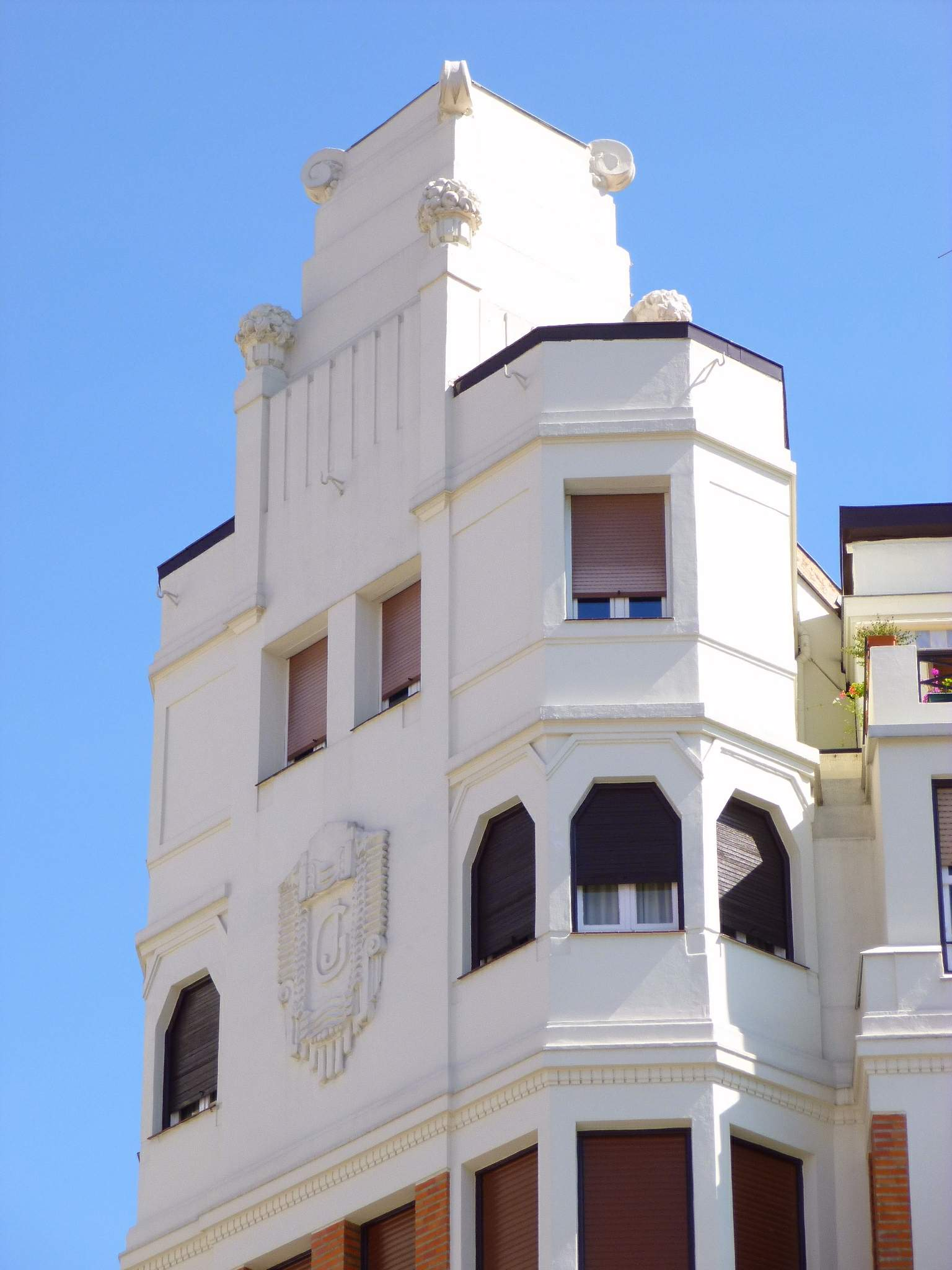
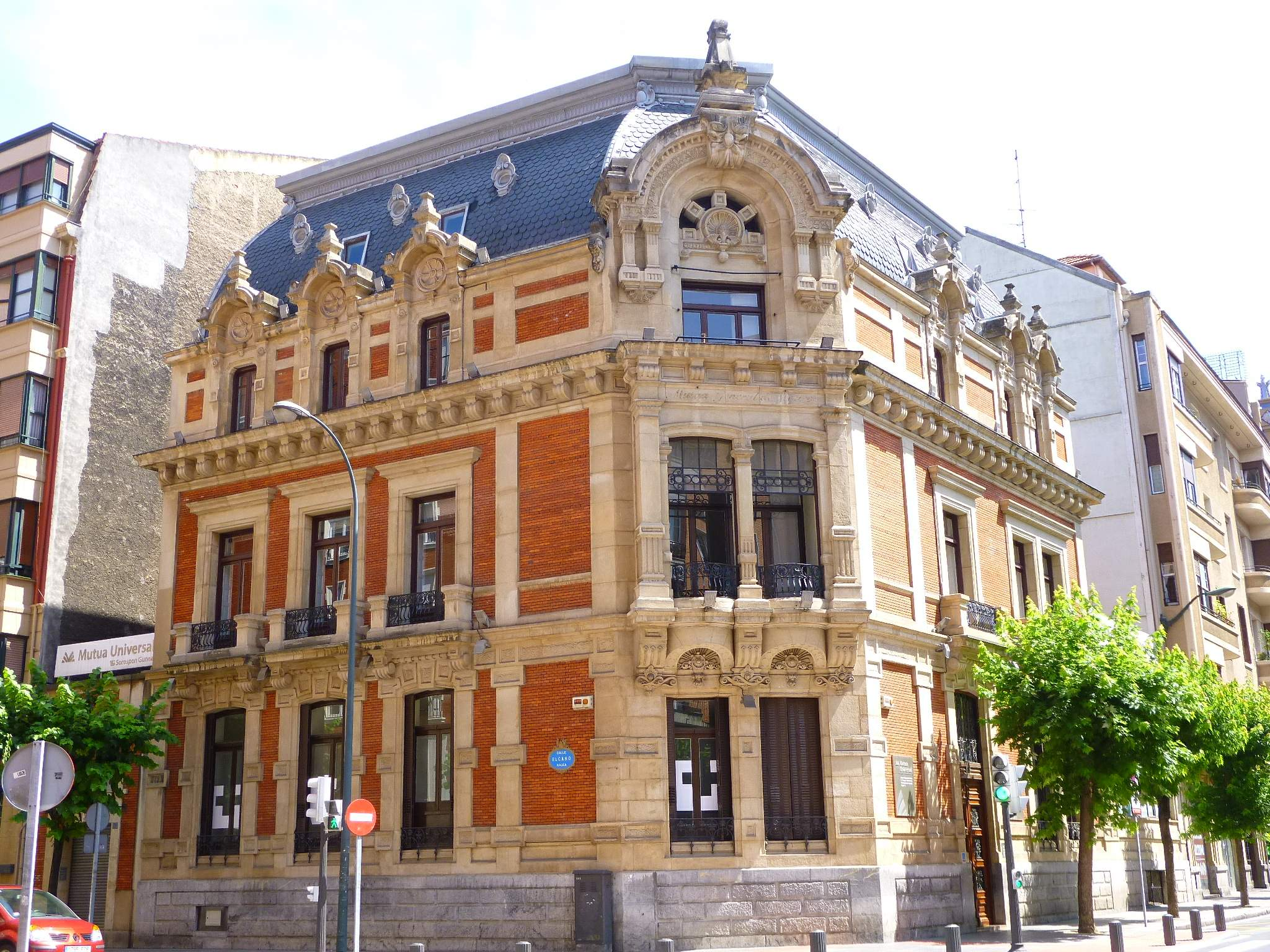
Edificio Mutua Universal (esquinas calles Licenciado Poza y Elcano)
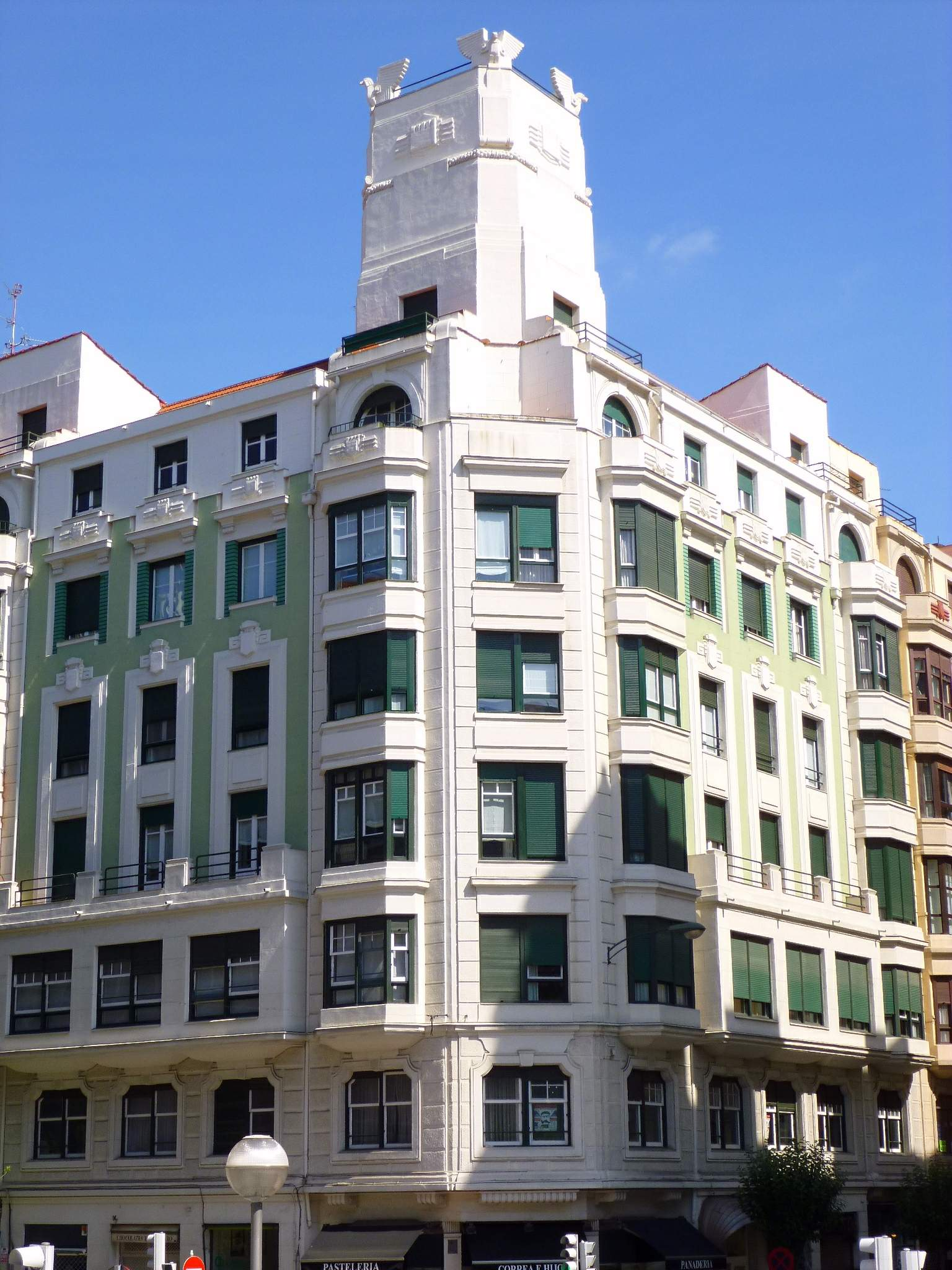
Edificio de estilo art déco en la esquina de las calles Iparraguirre y Licenciado Poza
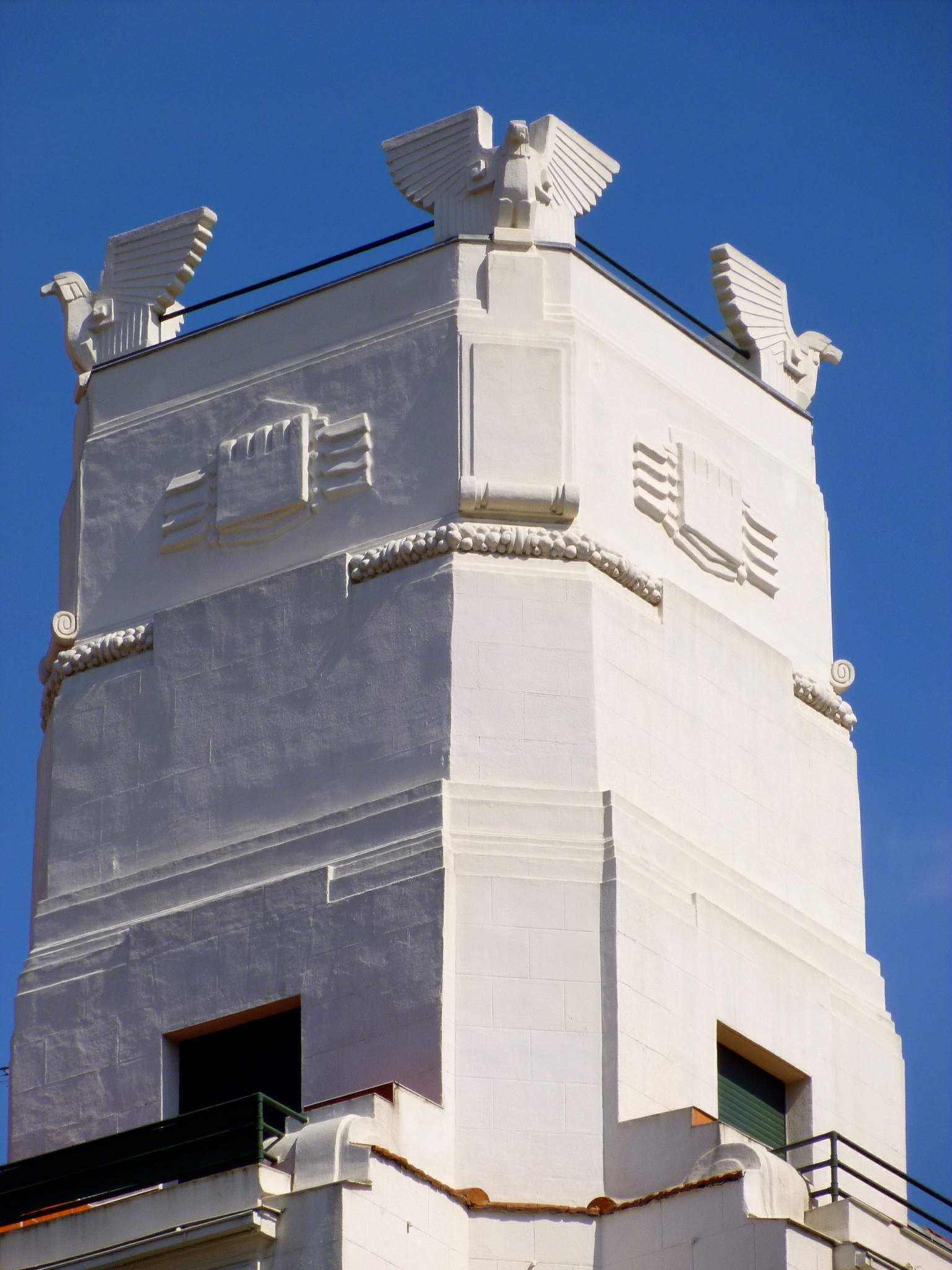
Detalle
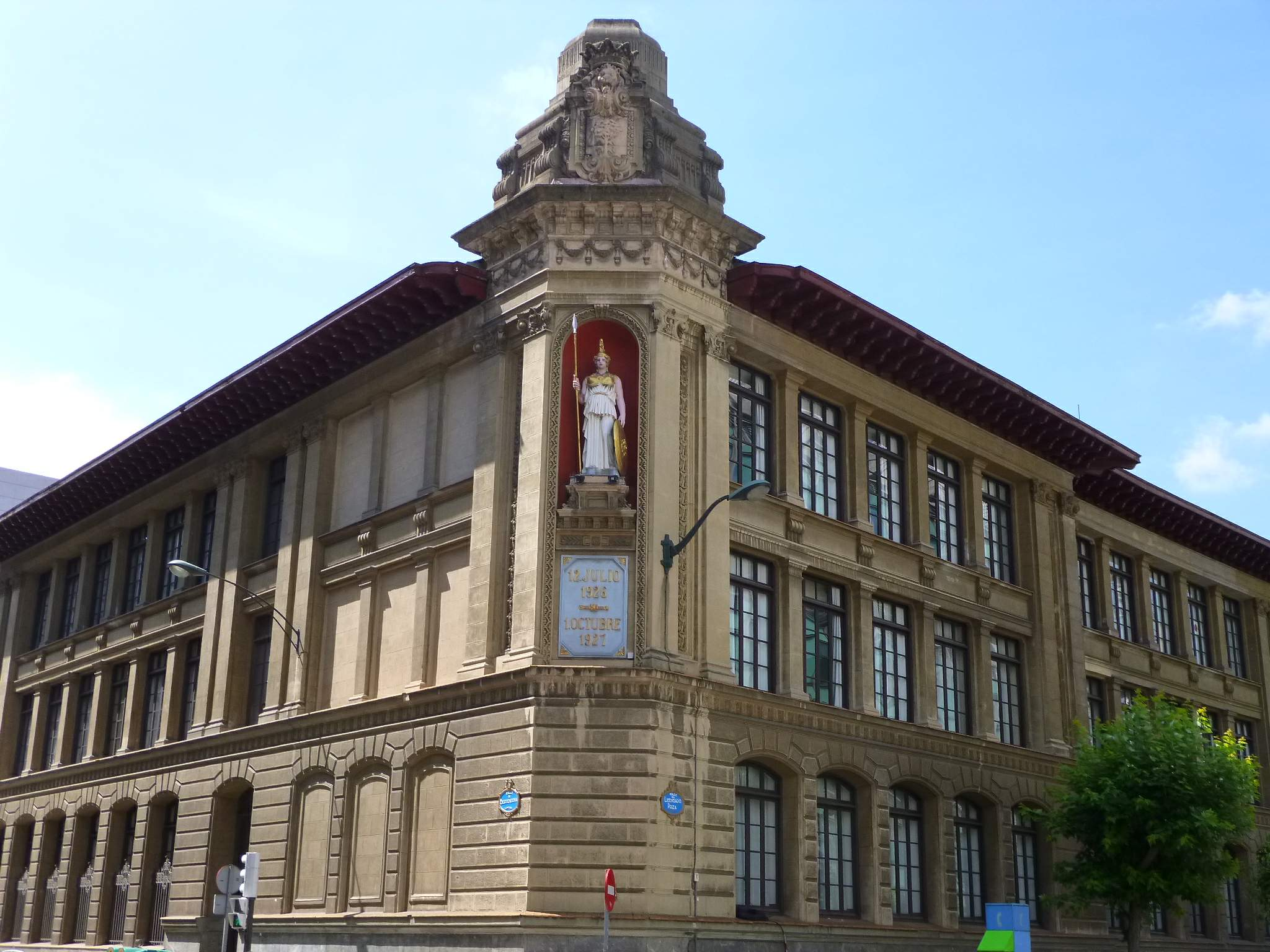
Edificio del Instituto Miguel de Unamuno
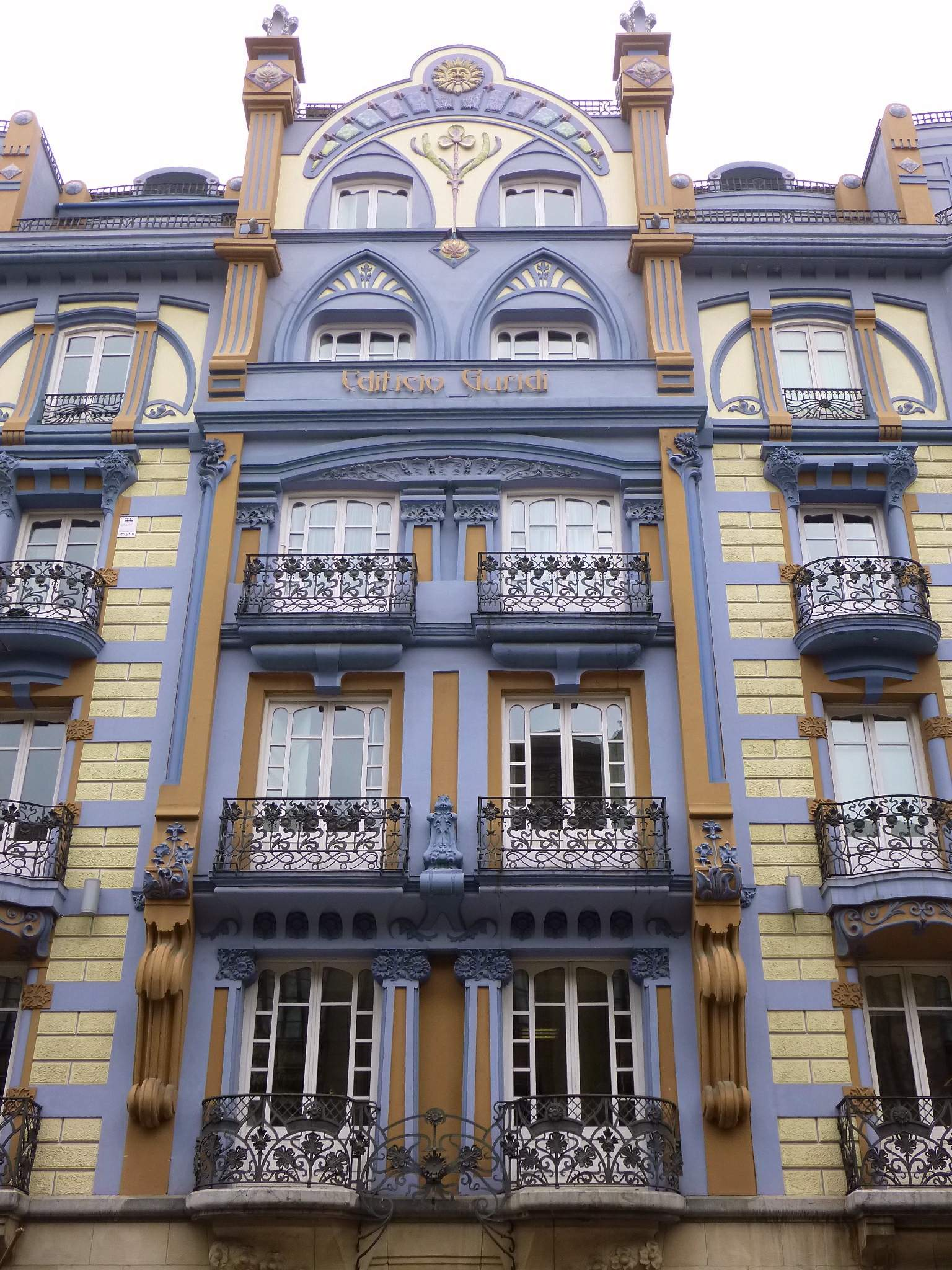
Edificio Guridi